# Antifonario mozárabe de la catedral de León

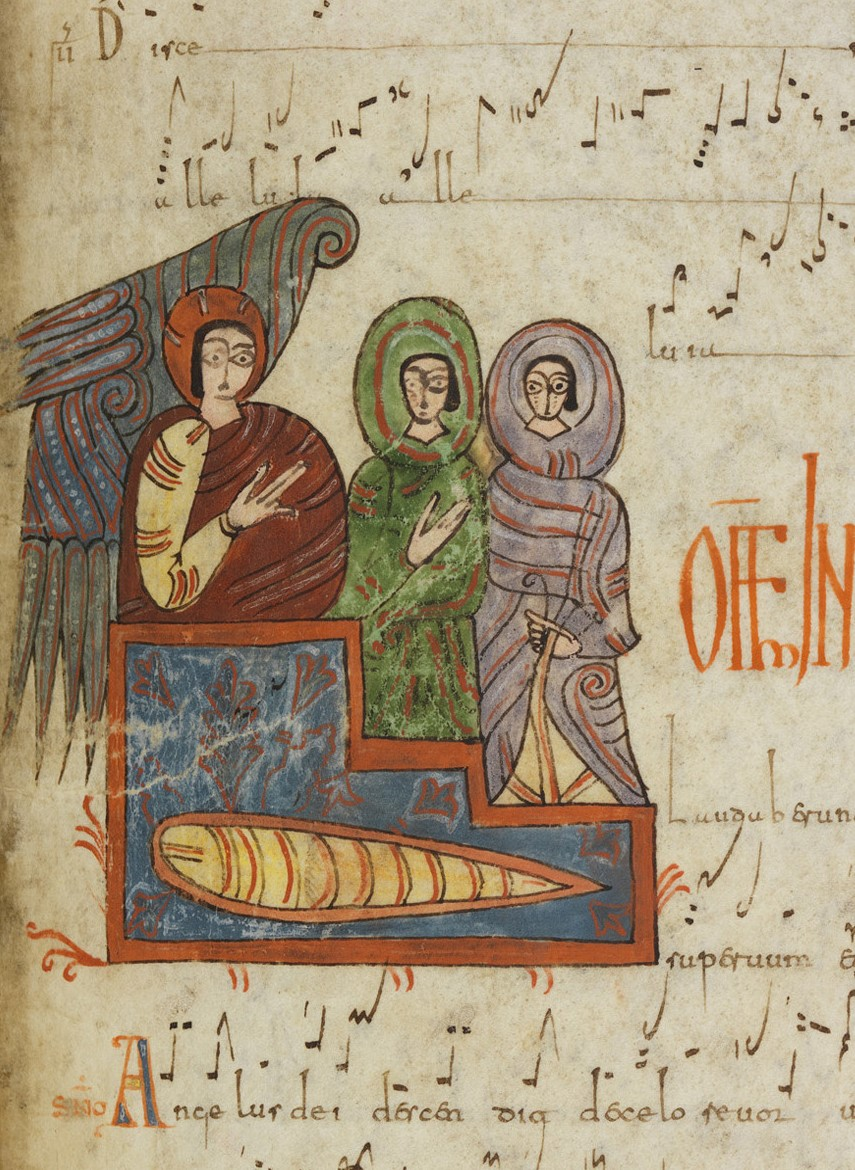
Miniatura que representa al ángel mostrando a las mujeres el sepulcro de Jesús vacío. Para las horas canónicas correspondientes al domingo (las letras rojas son la abreviación de la indicación Officium in Domínica).

El Antifonario mozárabe de la catedral de León (León, Archivo Catedralicio núm. 8) también conocido como Antifonario de León es un manuscrito que contiene los cantos de las celebraciones de la Liturgia hispánica o mozárabe. El adjetivo "mozárabe", a pesar de su frecuente uso para calificar el rito medieval hispánico y su famoso antifonario, no es el más adecuado para referir ambos conceptos, ya que esta liturgia fue practicada desde tiempos visigóticos en la península ibérica, y, una vez que algunos territorios hispanos estuvieron dominados por los árabes, se siguió practicando, no solo por los mozárabes, sino también por los cristianos de ciertos reinos que no estuvieron ocupados.

## El manuscrito
Posee 306 folios de pergamino (330 x 240 mm), generalmente escritos a una sola columna y en letra visigótica; 22 de los folios contienen miniaturas.
Este manuscrito no cuenta con un colofón que indique lugar de origen, copista o fecha de producción. Sin embargo, ciertos autores lo datan como del siglo X sobre la base de sus rasgos paleográficos. También sustentan tal datación la identificación de los personajes Totmundo e Ikila (mencionados en los prólogos y retratados en el f. 1v), así como del obispo San Froilán, mencionado en caracteres criptográficos (cifra notarial visigótica) en los márgenes de los folios 128v y 149r. Se cree que fue copiado por orden del abad Totmundo (o de la abadía a la que pertenecía dicho personaje, posiblemente el monasterio leonés de San Cipriano del Condado) para el abad Ikila, quien llegó a ser obispo de León. En una nota en el folio 25r, se dice que fue copiado directamente de otro manuscrito de la época del rey Wamba en el año 672. Actualmente se encuentra en la Catedral de León.
El manuscrito comienza, como es habitual en muchos códices españoles de la Alta Edad Media, con una Cruz de Oviedo (en recuerdo, según la leyenda, de la que se le apareció al rey Pelayo en la batalla de Covadonga) y una miniatura en la que se ve a Totmundo entregando el libro al abad Ikila. Totmundo lleva sobre la cabeza el pronombre ille en señal de humildad. Esta representación de la entrega de la obra acabada era también muy frecuente en los primeros incunables.
El libro contiene las piezas musicales que se cantaban en los oficios litúrgicos de todo el año. Es el único antifonario de la liturgia hispánica que se ha conservado completo. Otros antifonarios hispánicos (como por ejemplo los vinculados con Silos y hoy conservados en la abadía de esta localidad, en la Biblioteca Nacional de Francia, París, y en la British Library, Londres, o con San Juan de la Peña, conservado en la Universidad de Zaragoza) solo han llegado hasta nosotros en estado fragmentario.
El Antifonario de León tiene notación musical hispánica de tipo vertical. Los signos musicales de esta notación y otras notaciones antiguas se suelen llamar "neumas". Los neumas hispánicos no se disponen sobre líneas de referencia (como tetragramas o pentagramas), sino "a campo aperto". Por carecer de esta referencia, la información diastemática representada por estos signos no ha podido ser descifrada hasta el momento, a pesar de los esfuerzos realizados por los musicólogos. El Antifonario de León contiene muchas ilustraciones, especialmente escenas de la vida de Jesús. Algunas letras poseen entrelazados que recuerdan más al arte carolingio que al visigótico.